# 서귀중앙여자중학교
서귀중앙여자중학교(西歸中央女子中學校)는 대한민국 제주특별자치도 서귀포시 동홍동에 있는 공립 중학교이다.

## 학교 연혁
- 1981년 5월 9일 : 개교
- 1998년 4월 20일 : 지성관(체육관) 개관
- 2000년 3월 1일 : 제주도교육청 지정 교실수업개선 정책 연구학교(2년)
- 2003년 11월 6일 : 목련도서관 개관
- 2005년 3월 1일 : 교육인적자원부 지정 "방과후학교" 정책 연구 학교(1년)
- 2013년 4월 1일 : 자유학기제 정책 연구학교(3년)
- 2016년 3월 5일 : 자유학기-일반학기 연계과정운영 정책 연구학교(2년)
- 2023년 9월 1일 : 제20대 송문석 교장 취임
- 2024년 3월 4일 : 디지털 기반 교육혁신 연구학교(1년)
- 2025년 1월 6일 : 제42회 졸업식(167명, 졸업생 누계 9,185명)
- 2025년 3월 1일 : 디지털 선도학교(1년)
- 2025년 3월 4일 : 2025학년도 입학식(신입생 168명)

## 참고 자료
- 서귀중앙여자중학교 - 한국교육학술정보원 학교알리미